# مجاز عمار
مجاز عمار هي بلدة وبلدية في ولاية قالمة في الجزائر. بلغ عدد سكانها حسب تعداد عام 1998 ما يقارب 6426 نسمة.
1. المصادر

1. ↑  "Algeria Municipalities". www.statoids.com. مؤرشف من الأصل في 2023-05-23. اطلع عليه بتاريخ 2023-06-25.